# Municipio de Chicaman
Municipio de Chicaman är en kommun i Guatemala.   Den ligger i departementet Departamento del Quiché, i den centrala delen av landet, 80 km norr om huvudstaden Guatemala City.